# Albert Fossum
Albert Marinius Fossum, född 13 oktober 1862 i Norge,  död 24 april 1917 i Svarteborgs församling, Göteborgs och Bohus län, var en svensk spelman och låtskrivare.
Fossum föddes i Norge men flyttade som barn med sina föräldrar till Karleholm, söder om Södra Bullaresjön i Svarteborg och bosatte sig 1898 i Dingle.
Fossum var lärjunge till spelmannen Niklas Larsson. Han deltog vid riksspelmansstämman 1910. Fossum spelade sina polskor i ett ovanligt raskt tempo och utan stark rytmbetoning. 

## Upptecknade låtar
I Svenska Låtar, Bohuslän. finns 25 melodier upptecknade efter Albert Fossum.